# Teatro Sangiorgi
Il Teatro Sangiorgi è stato inaugurato a Catania il 7 luglio del 1900 e si trova in via Antonino di Sangiuliano. Il complesso, nel momento di maggiore splendore, oltre a due teatri (di cui uno da 700 posti), racchiuse un caffè-bar, un ristorante, un albergo e il grande salone per i film.

## La storia
Nacque come teatro all'aperto, su terreno di proprietà di Mario Sangiorgi, per la rappresentazione di spettacoli durante la stagione estiva.

Venne inaugurato nel luglio 1900 con una edizione de La bohème di Giacomo Puccini.

Dall'aprile del 1906, il Salone Sangiorgi accoglierà prima il Cinematografo Moderno, e poi, a partire dal 1º giugno, l'Universal Cinematographe Iride.

Nel 1907 venne però coperto e divenne poi uno dei più importanti teatri di Catania. Le decorazioni furono eseguite, con gusto particolare, dal pittore Salvatore De Gregorio (Napoli, 1859 - Catania, 1928). Sul suo palcoscenico si sono esibite le maggiori compagnie teatrali d'Italia ed hanno calcato le sue scene fra i più grandi attori e cantanti del XX secolo.

Vi si svolgevano per lo più spettacoli di opera, prosa ma anche teatro leggero e cabaret. Tutto ciò fino alla metà degli anni cinquanta del XX secolo, quando il teatro venne trasformato esclusivamente in sala cinematografica.

Dopo un lungo periodo di chiusura venne acquistato, sul finire del XX secolo, dall'Ente Teatro Massimo Bellini che, dopo una completa ristrutturazione, lo ha destinato a sede della Stagione concertistica del Bellini. La nuova apertura è avvenuta nel 2002 per l'occasione l'allora direttore artistico M° Piero Rattalino ed il Sovrintendente di allora Alberto Bombace commissionarono al M° Matteo Musumeci la composizione di una Fanfara che fu eseguita per l'innaugarazione dagli Ottoni dell'Orchestra del Teatro Massimo Bellini ed ora il teatro è la seconda sala del Teatro Massimo Bellini. Utilizzata per anni come semplice sala prove dell'orchestra e data in affitto per sporadici eventi esterni, finalmente nel novembre 2007 ritorna a splendere di luce propria; viene infatti istituita per la prima volta, dal Sovrintendente del Teatro Massimo Bellini Avv. Antonio Fiumefreddo una direzione artistica ad hoc per il Teatro Sangiorgi, al fine di ridare nuovamente a questo storico teatro la sua vera identità. La Nomina di Direttore Artistico e la responsabilità del rilancio di questo storico teatro ricade sul M° Matteo Musumeci, giovane compositore catanese di successo che facendo tesoro delle sue tante esperienze lavorative nei Teatri d'Opera dell'Est Europeo, trasferisce al Sangiorgi e crea progetti artistici innovativi in Italia come LiberoPalco. Il Sangiorgi così ritorna a vivere, con la rassegna Piccola Opera, riduzioni per bambini delle opere liriche; con il Teatro della Diversità, dove gli attori protagonisti sono ragazzi portatori di Handicap; con LiberoPalco che ogni venerdì aprendo le porte a giovani talenti selezionati porta in scena uno spettacolo fatto di danza musica e prosa che nasce in un giorno dall'incontro degli artisti sotto la regia estemporanea del Direttore Artistico Matteo Musumeci. Non si può non menzionare il grande successo della riapertura dopo 30 anni c.a. della storica Terrazza del Sangiorgi ex arena cinematografica, fortemente voluta da Musumeci qui la città di Catania e tanti turisti stranieri hanno trascorso i mesi di giugno e luglio 2008, tra concerti aperitivo e rassegne cinematografica dei film musicali dal 1945 al 2000. Un successo inaspettato, tutto esaurito ogni appuntamento. Così il Teatro Sangiorgi ritorna ad essere quel luogo di incontro culturale nel cuore della città di Catania per i giovani che lo hanno scoperto e per i più nostalgici che lo hanno ritrovato.

## Curiosità
Nel 1913, al Teatro Sangiorgi, al momento di andare in scena, l'attore Giovanni Zannini, che avrebbe dovuto interpretare Giannetto Malespini ne La cena delle beffe, ebbe un malore e Paola Pezzaglia, la prima attrice che ricopriva il ruolo di Ginevra, si vestì rapidamente da Giannetto e sostenne l'impegnativa parte fino in fondo con grande successo. Così La Stampa: «Catania, lunedì 29 settembre 1913. Teatro Sangiorgi. Iersera il pubblico ch'era accorso in teatro a sentire 'La cena delle beffe' fu allietato da una grata sorpresa: vide nei virili panni di Giannetto la Pezzaglia-Greco, poi che lo Zannini fu improvvisamente colto da lieve indisposizione. Il successo della brava attrice fu completo: mai si vide personaggio, sessualmente antitetico e teatralmente improvvisato, composto con sì sobria misura e con tale vivo senso dell'arte. Fu una bella affermazione e un encomiabile sforzo che meritò l'unanime consenso del pubblico». Da allora Paola Pezzaglia, che ci aveva preso gusto, si presentò più volte sulla scena, volontariamente, nei panni di Giannetto Malespini.